# 退職代行サービス
退職代行サービス（たいしょくだいこうサービス）とは、労働者の退職の手続を代行するサービスである。社会的に転職者数が増加したことや、会社側の執拗な引き留めなどの労働問題がその背景にあると考えられている。日本初の退職代行会社は2017年に誕生した「EXIT」 、退職代行は「民間業者」「労働組合」「弁護士法人」の3種類に分類される。
東京商工リサーチによると、2024年6月に5,149社の企業に対して行ったアンケート調査において、全体の約9%の企業で退職代行サービスを利用した退職手続依頼を受けたことがあるとしている。

## 業務の流れ
業務の内容は業者ごとに異なるが、大きくは以下で示すとおりである。
1. 電話、メール、LINEなどで業者と連絡を取り、退職したい旨や雇用形態などを伝える。
2. 提示された退職代行費用を銀行振込またはクレジットカードなどで支払う。
3. 業者が依頼者に代わって、退職の意思を伝える。
4. 退職届を依頼者自身が作成、送付し、離職票などが会社から届き退職が完了する。

## 法律上の問題点

### 退職の意思表示の法的意味
一口に退職の意思表示といっても、辞職（労働者からの一方的意思表示による労働契約の解約。民法第627条）と、労働契約の合意解約の申し込みとの2種類があり、その法律効果にも両者で差があるところ、退職代行によって伝達される意思はこのいずれに属するか判然としない可能性があり、労働者本人に対する追加の確認が必要となりうる。

### 非弁行為該当性
弁護士以外が行う退職代行サービスの依頼者の代わりに退職の意思を伝えるという業務が、弁護士法72条（非弁活動）に違反するのではないかと問題視されている。
退職代行サービスが行う退職の意思を依頼者に代わり会社に伝えるという行為が、退職という法律上の効果を生むのではないかというのが争点である（退職を法律上の効果と考えるかどうかについても議論あり）。退職代行サービス側は自身を依頼者と会社の仲介役、いわば完成された意思表示を伝える使者と認識しており、法律効果を発生させるのは依頼者と考えている。また、退職代行サービスでは、依頼者に退職届を書かせ郵送させるので、退職届が会社に届くことによって退職という法律効果が発生するという考え方もある。
労働組合が行う退職代行サービスについても、退職代行を目的とした労働組合は労働組合法における労働組合の定義に当てはまらない、よって非弁活動であるという指摘がある。
弁護士であれば非弁行為の問題は無く訴訟に発展しても対応できるが、民間企業や労働組合よりも割高となる。